# Dieue-sur-Meuse
Dieue-sur-Meuse är en kommun i departementet Meuse i regionen Grand Est (tidigare regionen Lorraine) i nordöstra Frankrike. Kommunen ligger i kantonen Verdun-Est som tillhör arrondissementet Verdun. År 2022 hade Dieue-sur-Meuse 1 452 invånare.

## Befolkningsutveckling
Antalet invånare i kommunen Dieue-sur-Meuse
| Referens: INSEE |